# 新庫茲涅茨克站
新庫茲涅茨克站（羅馬化：Novokuznetskaya）是莫斯科地鐵的一個車站，開通於1943年11月20日。新庫茲涅茨克站是莫斯科河畔線、卡盧加－里加線和加里寧－太陽線的交會車站。該站的裝飾風格較為現代。

## 外部連結
- metro.ru （页面存档备份，存于）
- mymetro.ru
- KartaMetro.info[] — Station location and exits on Moscow map (English/Russian)